# Hebbronville
La census-designated place américaine de Hebbronville est le siège du comté de Jim Hogg, dans l’État du Texas. Lors du recensement de 2010, elle comptait 4 558 habitants.

## Histoire
La localité a été édifiée sur un terrain qui faisait partie de Las Noriecitas, un des premiers ranchs fondés dans la région. Aux environs de 1880, James Richard Hebbron a acheté la terre au descendant d’Ignacio Benavides, le concessionnaire. La ville elle-même a été fondée en 1883 et doit son nom à James Richard Hebbron.